# Mélissa Goram
Mélissa Goram (30 de mayo de 1990) es una deportista francesa que compite en esgrima, especialista en la modalidad de espada. Ganó una medalla de oro en el Campeonato Europeo de Esgrima de 2017, en la prueba por equipos.

## Palmarés internacional
| Campeonato Europeo | Campeonato Europeo | Campeonato Europeo | Campeonato Europeo |
| Año                | Lugar              | Medalla            | Prueba             |
| ------------------ | ------------------ | ------------------ | ------------------ |
| 2017               | Tiflis (Georgia)   | Medalla de oro     | Espada por equipos |